# 1954 год
1954 (ты́сяча девятьсо́т пятьдеся́т четвёртый) год  по григорианскому календарю — невисокосный год, начинающийся в пятницу. Это 1954 год нашей эры, 4‑й год 6‑го десятилетия XX века 2‑го тысячелетия, 5‑й год 1950‑х годов. Он закончился 71 год назад.
| Пн | Вт | Ср | Чт | Пт | Сб | Вс |
|    |    |    |    | 1  | 2  | 3  |
| 4  | 5  | 6  | 7  | 8  | 9  | 10 |
| 11 | 12 | 13 | 14 | 15 | 16 | 17 |
| 18 | 19 | 20 | 21 | 22 | 23 | 24 |
| 25 | 26 | 27 | 28 | 29 | 30 | 31 |

| Пн | Вт | Ср | Чт | Пт | Сб | Вс |
| 1  | 2  | 3  | 4  | 5  | 6  | 7  |
| 8  | 9  | 10 | 11 | 12 | 13 | 14 |
| 15 | 16 | 17 | 18 | 19 | 20 | 21 |
| 22 | 23 | 24 | 25 | 26 | 27 | 28 |

| Пн | Вт | Ср | Чт | Пт | Сб | Вс |
| 1  | 2  | 3  | 4  | 5  | 6  | 7  |
| 8  | 9  | 10 | 11 | 12 | 13 | 14 |
| 15 | 16 | 17 | 18 | 19 | 20 | 21 |
| 22 | 23 | 24 | 25 | 26 | 27 | 28 |
| 29 | 30 | 31 |    |    |    |    |

| Пн | Вт | Ср | Чт | Пт | Сб | Вс |
|    |    |    | 1  | 2  | 3  | 4  |
| 5  | 6  | 7  | 8  | 9  | 10 | 11 |
| 12 | 13 | 14 | 15 | 16 | 17 | 18 |
| 19 | 20 | 21 | 22 | 23 | 24 | 25 |
| 26 | 27 | 28 | 29 | 30 |    |    |

| Пн | Вт | Ср | Чт | Пт | Сб | Вс |
|    |    |    |    |    | 1  | 2  |
| 3  | 4  | 5  | 6  | 7  | 8  | 9  |
| 10 | 11 | 12 | 13 | 14 | 15 | 16 |
| 17 | 18 | 19 | 20 | 21 | 22 | 23 |
| 24 | 25 | 26 | 27 | 28 | 29 | 30 |
| 31 |    |    |    |    |    |    |

| Пн | Вт | Ср | Чт | Пт | Сб | Вс |
|    | 1  | 2  | 3  | 4  | 5  | 6  |
| 7  | 8  | 9  | 10 | 11 | 12 | 13 |
| 14 | 15 | 16 | 17 | 18 | 19 | 20 |
| 21 | 22 | 23 | 24 | 25 | 26 | 27 |
| 28 | 29 | 30 |    |    |    |    |

| Пн | Вт | Ср | Чт | Пт | Сб | Вс |
|    |    |    | 1  | 2  | 3  | 4  |
| 5  | 6  | 7  | 8  | 9  | 10 | 11 |
| 12 | 13 | 14 | 15 | 16 | 17 | 18 |
| 19 | 20 | 21 | 22 | 23 | 24 | 25 |
| 26 | 27 | 28 | 29 | 30 | 31 |    |

| Пн | Вт | Ср | Чт | Пт | Сб | Вс |
|    |    |    |    |    |    | 1  |
| 2  | 3  | 4  | 5  | 6  | 7  | 8  |
| 9  | 10 | 11 | 12 | 13 | 14 | 15 |
| 16 | 17 | 18 | 19 | 20 | 21 | 22 |
| 23 | 24 | 25 | 26 | 27 | 28 | 29 |
| 30 | 31 |    |    |    |    |    |

| Пн | Вт | Ср | Чт | Пт | Сб | Вс |
|    |    | 1  | 2  | 3  | 4  | 5  |
| 6  | 7  | 8  | 9  | 10 | 11 | 12 |
| 13 | 14 | 15 | 16 | 17 | 18 | 19 |
| 20 | 21 | 22 | 23 | 24 | 25 | 26 |
| 27 | 28 | 29 | 30 |    |    |    |

| Пн | Вт | Ср | Чт | Пт | Сб | Вс |
|    |    |    |    | 1  | 2  | 3  |
| 4  | 5  | 6  | 7  | 8  | 9  | 10 |
| 11 | 12 | 13 | 14 | 15 | 16 | 17 |
| 18 | 19 | 20 | 21 | 22 | 23 | 24 |
| 25 | 26 | 27 | 28 | 29 | 30 | 31 |

| Пн | Вт | Ср | Чт | Пт | Сб | Вс |
| 1  | 2  | 3  | 4  | 5  | 6  | 7  |
| 8  | 9  | 10 | 11 | 12 | 13 | 14 |
| 15 | 16 | 17 | 18 | 19 | 20 | 21 |
| 22 | 23 | 24 | 25 | 26 | 27 | 28 |
| 29 | 30 |    |    |    |    |    |

| Пн | Вт | Ср | Чт | Пт | Сб | Вс |
|    |    | 1  | 2  | 3  | 4  | 5  |
| 6  | 7  | 8  | 9  | 10 | 11 | 12 |
| 13 | 14 | 15 | 16 | 17 | 18 | 19 |
| 20 | 21 | 22 | 23 | 24 | 25 | 26 |
| 27 | 28 | 29 | 30 | 31 |    |    |

## События
- Впервые появился в продаже транзистор стоимостью 2,5 доллара, созданный Гордоном Тилом (Gordon Teal) в фирме Texas Instruments, Inc.
- Выпуск IBM первого массового калькулятора — 650, за год удалось продать 450 экземпляров.
- В Киеве началось серийное производство первого в СССР портативного бытового магнитофона — «Днепр-8».

### Январь
- 2 января — подал в отставку премьер-министр Франции Жозеф Ланьель. Отставка не принята.
- 6 января
  - В Италии ушло в отставку правительство Джузеппе Пеллы.
  - Образованы Липецкая, Белгородская и Арзамасская области РСФСР[1].
- 9 января — сформировано переходное национальное правительство англо-египетского Судана во главе с Исмаилом аль-Азхари[2]. Британский генерал-губернатор Судана Роберт Хоув подписал декрет о вступлении страны на путь самостоятельного развития[3].
- 10 января — у острова Эльба развалился в воздухе самолёт de Havilland Comet компании BOAC, погибли 35 человек.
- 11 января — студенческие волнения в Каире переросли в беспорядки[4].
- 14 января — в Египте декретом Совета революционного командования распущена ассоциация «Братья-мусульмане»[5].
- 18 января — в Италии сформировано правительство Аминторе Фанфани.
- 20 января — на нефтеперерабатывающем заводе в г. Уфа из-за утечки газа произошёл взрыв, погибли 30 человек.
- 23 января — на Тайвань возвратились 14 тысяч освобождённых военнопленных Корейской войны, на Тайване установлена памятная дата – Всемирный день свободы.
- 25 января — ЦК КПСС принял постановление О серьёзных недостатках в работе партийного и государственного аппарата[6].
- 25—28 января — в Москве прошло совещание работников машинно-тракторных станций, созванное ЦК КПСС и Советом Министров СССР[6].
- 25 января — 18 февраля — в Берлине состоялось созванное по инициативе СССР совещание министров иностранных дел СССР, Франции, Великобритании и США по вопросам ослабления международной напряжённости[6].
- 30 января — в Италии получило вотум недоверия правительство Аминторе Фанфани.

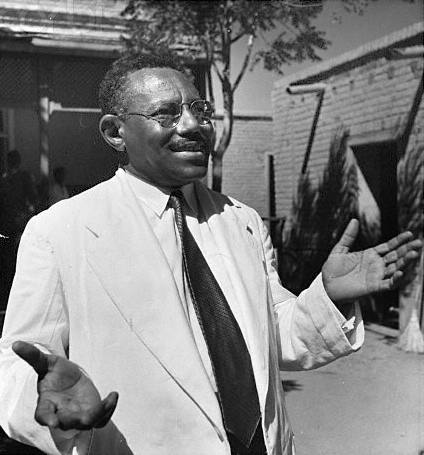
Исмаил аль-Азхари

### Февраль
- 3—5 февраля — в Москве состоялось Всесоюзное совещание работников совхозов, созванное ЦК КПСС и Советом Министров СССР[6].
- 10 февраля — в Италии сформировано правительство Марио Шельбы.
- 12 февраля — в Египте руководитель организации «Свободные офицеры» Гамаль Абдель Насер совершил официальную поездку на могилу основателя запрещённой ассоциации «Братья-мусульмане» шейха Хасана аль-Банны[5].
- 19 февраля
  - По инициативе Н. С. Хрущёва при праздновании 300-летия Переяславской Рады полуостров Крым (Крымская область) передан из состава РСФСР в состав УССР в знак вечной дружбы русского и украинского народов[7], учитывая общность экономики, территориальную близость и тесные хозяйственные и культурные связи между Крымской областью и Украинской ССР[8].
  - Новым премьер-министром Ливии назначен начальник королевской канцелярии Мухаммад Сакизли (до 12 апреля 1954 года)[9][10].
  - 23 февраля — 2 марта — в Москве состоялся пленум ЦК КПСС, положивший начало освоению целины[11].
- 24 февраля — город Дзауджикау переименован в Орджоникидзе.
- 25 февраля
  - В Сирии восстал гарнизон города Халеб во главе с полковником Мустафой Хамдуном и провозгласил президентом страны Хашима аль-Аттаси. Ночью диктатор Сирии Адиб аш-Шишакли подал в отставку и улетел из страны. Временным президентом стал Маамун Кузбари.
  - В Вашингтоне заключено первое в 1954 году Соглашение о взаимной помощи в целях обороны между США и Пакистаном[12].
  - Гамаль Абдель Насер назначен премьер-министром Египта.

### Март
- 1 марта
  - Хашим аль-Аттаси приведён к присяге в качестве президента Сирии. Премьер-министром назначен Сабри аль-Асали, 3 марта восстановлено действие Конституции 1950 года.
  - В США объявлено о том, что на Маршалловых островах успешно прошло испытание водородной бомбы, мощность которой более чем в 500 раз превосходила бомбу, сброшенную на Хиросиму в 1945 году.
  - Пепел с испытаний американской водородной бомбы на атолле Бикини накрыл в открытом океане японскую рыболовецкую шхуну «Фукурю-мару». Все 23 члена экипажа получили критическую степень заражения. Инцидент имел большой международный резонанс[13].
- 2 марта — На февральско-мартовском пленуме ЦК КПСС принято постановление «О дальнейшем увеличении производства зерна в стране и об освоении целинных и залежных земель»[11].
- 7–8 марта — на парламентских выборах в Финляндии социал-демократы получили 25,25% и 54 из 200 в Эдускунте, центристы-аграрии – 24,1% и 53 места, коммунисты – 21,6% и 43 места.
- 8 марта — в Токио подписано соглашение О помощи в обеспечении совместной обороны между Японией и США, оставлявшее за армией США все её базы в Японии и обязывавшее японское правительство выделять ежегодно 155 миллионов долларов на содержание американских войск на японской территории[14].
- 10 марта — в Варшаве открылся II съезд правящей Польской объединённой рабочей партии, который подвёл итоги выполнения 6-летнего плана и принял решение о повышении заработной платы[15].
- 13 марта — Индокитайская война: начало битвы при Дьенбьенфу[16].
- 14 марта — состоялись выборы в Верховный Совет СССР четвёртого созыва[6].
- 17 марта — Указом Президиума Верховного Совета РСФСР населённые пункты комбината № 813 и завода № 418 в Свердловской области были преобразованы в города областного подчинения Ново-Уральск и Лесной соответственно[17].
- 26—27 марта — в Москве состоялась сессия Совета Экономической Взаимопомощи. Принято решение о координации народнохозяйственных планов стран-участниц СЭВ[6].
- 27 марта — Совет Министров СССР и ЦК КПСС приняли постановление Об увеличении производства зерна в 1954—1955 гг. за счёт освоения целинных и залежных земель[6].
- В Ленинградской области СССР принято решение строить пгт Кузьмоловский: Государственному институту прикладной химии было поручено построить базу в Капитолово и жилой посёлок у платформы Кузьмолово.[18]

### Апрель
- 3 апреля — Владимир Петров, сотрудник советского посольства в Канберре, получил политическое убежище в Австралии.
- 7 апреля — отставка премьер-министра Камбоджи Чан Нака. Король Нородом Сианук лично возглавил правительство[19].
- 8 апреля — в Средиземное море упал самолёт de Havilland Comet компании «South African Airways», погиб 21 человек.
- 11 апреля — на парламентских выборах в Бельгии Социально-христианская партия премьер-министра Ж. ван Хаутте получила 41,15% голосов и 95 из 212 мест в Палате представителей, оппозиционная Бельгийская социалистическая партия – 34,5% и 82 места.
- 12 апреля
  - В условиях волнений в стране король Ливии отправил в отставку правительство премьер-министра Мухаммада Сакизли. Новым премьер-министром назначен министр общественных работ Мустафа Бен Халим (до 26 мая 1957 года)[9][10].
  - Была записана композиция «Rock Around the Clock», ставшая одним из самых продаваемых рок-н-ролльных синглов в истории.
- 15 апреля — ЦК КПСС и Совет Министров СССР приняли постановление О дальнейшем развитии совхозов Министерства совхозов СССР и повышении их рентабельности[6].
- 17 апреля — полковник Насер стал премьер-министром и военным губернатором Египта[20].
- 18 апреля — премьер-министром Камбоджи назначен Пенн Нут[19].
- 20—27 апреля — первая сессия Верховного Совета СССР четвёртого созыва[21].
- 21 апреля
  - Вступление СССР в ЮНЕСКО.
  - В Чехословакии начался процесс против «буржуазных националистов», среди которых был будущий лидер КПЧ Густав Гусак.
- 25 апреля — СССР разрывает дипломатические отношения с Австралией[22].
- 26 апреля — в Женеве открылось совещание министров иностранных дел СССР, КНР, Великобритании, США и Франции о восстановлении мира в Индокитае и о мирном урегулировании в Корее[23].
- 29 апреля — представители Франции и вьетнамского императорского правительства Бао Дая выступили с Совместной франко-вьетнамской декларацией о предстоящем подписании договора о признании Францией независимости баодаевского Вьетнама и объединении в рамках Французского Союза[24].

### Май
- 2 мая — на выборах в Турции правящая Демократическая партия премьер-министра А. Мендереса получила 58,4% голосов и 503 из 541 места в Национальном собрании
- 5 мая — начальник штаба армии Парагвая полковник Альфредо Стресснер совершил бескровный переворот в Асунсьоне.
- 7 мая — Индокитайская война: французский гарнизон Дьенбьенфу капитулировал[16].
- 8 мая — президент Парагвая Федерико Чавес официально смещён с поста. Временным президентом после долгих переговоров провозглашён глава сформированной 6 мая Правительственной хунты, начальник разведки Главного штаба армии Томас Ромеро Перейра[25].
- 10 мая — глава северовьетнамской делегации на Женевской конференции Фам Ван Донг предложил провести свободные выборы во Вьетнаме, Лаосе и Камбодже[26].
- 12 мая — представитель вьетнамского императорского правительства Бао Дая заявил, что только его правительство «компетентно на законном основании представлять Вьетнам» в вопросе о политическом единстве страны[26].
- 18 мая — на выборах в Ирландии победила партия Фианна Файл – 43,4% голосов и 65 мест из 147 в Палате представителей.
- 19 мая — в Карачи заключено второе в 1954 году Соглашение о взаимной помощи в целях обороны между США и Пакистаном, предусматривавшее создание в Пакистане военных баз США, его обязательство участвовать в азиатских военных блоках и наложение ограничений на торговлю Пакистана с Советским Союзом и социалистическими странами[12].
- 21 мая — в Аргентине началась забастовка металлургов[27].
- 25 мая — начал действовать воздушный мост между военными базами США и городами Тегусигальпа и Манагуа. По нему перебрасывались вооружения для гватемальской оппозиции[28].
- 28 мая — в условиях однопартийности и безальтернативности в Албании прошли выборы, все 134 места в Народном Собрании получил правящий Демократический фронт.
- 29 мая — министр иностранных дел СССР В. М. Молотов заявил, что Женевское совещание исходит из принципа единства Вьетнама и этот вопрос не является предметом дискуссии[26].

### Июнь
- 3 июня — офицеры генерального штаба Гватемалы заявили президенту страны Хакобо Арбенсу протест против деятельности лидера Национальной конфедерации крестьян коммуниста Кастильо Флореса и его действий по созданию народной милиции[29].
- 4 июня — парафирован договор о признании Францией полной независимости Вьетнама под управлением императора Бао Дая (Соглашение Ланьеля-Буу Лока)[24].
- 6 июня — на парламентских выборах в Эквадоре леворцентриское Объединение народных сил получило 26,1% голосов, Консервативная партия – 23."%, Радикальная либеральная партия – 14,8%
- 12 июня — после поражения французских войск при Дьенбьенфу Национальное собрание Франции отправляет правительство Жозефа Ланьеля в отставку[30][31].
- 18 июня — отряды вооружённой оппозиции во главе с Карлосом Кастильо Армасом перешли границу Гватемалы с целью свержения правительства Хакобо Арбенса[29].
- 19 июня — во Франции сформирован кабинет Пьера Мендес-Франса[30], который заявил, что прекратит войну в Индокитае уже на следующий день, 20 июня[31].
- 21—24 июня — в Москве состоялся пленум ЦК КПСС. Принято постановление Об итогах весеннего сева, уходе за посевами, о подготовке к уборке урожая и обеспечении выполнения плана заготовок сельскохозяйственных продуктов в 1954 году[11].
- 23 июня — произошёл захват танкера «Туапсе» ВМС Китайской Республики.
- 24 июня — впервые испытаны катапульты и космические скафандры: состав экипажа — собаки Рыжик и Лиса. Это было первое испытание систем экстренного возвращения космонавтов.
- 26 июня — в Обнинске запущена первая в мире промышленная атомная электростанция.
- 27 июня — под давлением командования армии подал в отставку президент Гватемалы полковник Хакобо Арбенс, начавшаяся в 1944 году гватемальская революция завершилась. Его преемник командующий армией полковник Карлос Энрике Диас на следующий день смещён военными по обвинению в содействии выезду коммунистов за пределы страны. В состав новой хунты введён лидер оппозиции Карлос Кастильо Армас[32].

### Июль
- 1 июля — постановление Совета Министров СССР «О введении совместного обучения в школах Москвы, Ленинграда и других городов».
- 4 июля — окончательная отмена карточной системы в Великобритании.
- 7 июля — в подопечной территории ООН Танганьика, находящейся под управлением Великобритании, Джулиус Ньерере основал Африканский национальный союз Танганьики (ТАНУ), в будущем — правящую партию Танзании[33].
- 10 июля — произошёл раскол в алжирской партии „Движение за триумф демократических свобод“. Члены Революционного комитета единства и действия во главе с Рабахом Битатом и Мохаммедом Будиафом выступили против курса лидера партии Ахмеда Мессали Хаджа и начали подготовку к вооружённой борьбе за освобождение Алжира[34].
- 11 июля — на безальтернативных президентских выборах в Парагвае новым президентом страны избран руководитель переворота 5 мая начальник штаба армии Альфредо Стресснер, выдвинутый партией «Колорадо»[35].
- 12 июля — Указ Президиума Верховного Совета СССР «Об отмене персональных званий и знаков различия для работников гражданских министерств и ведомств».
- 17 июля — президентом ФРГ на второй 5-летний срок переизбран Теодор Хойс.
- 18 июля — VI пленум ЦК Партии трудящихся Вьетнама принял решение согласиться с мнением политбюро одобрить соглашения, выработанные Женевской конференцией[36].
- 21 июля — подписанием Женевских соглашений об Индокитае закрылось совещание министров иностранных дел СССР, КНР, Великобритании, США и Франции о восстановлении мира в Индокитае и о мирном урегулировании в Корее[31].
- 22 июля — президент ДРВ Хо Ши Мин выступил с обращением к вьетнамскому народу по случаю восстановления мира во Вьетнаме и заявил, что Южный Вьетнам является неотъемлемой частью территории страны. Он заявил: «Наша страна обязательно будет единой и наши соотечественники по всей стране, несомненно, будут освобождены»[37].
- 25 июля — закрылась пятидневная Национальная конференция Партии трудящихся Вьетнама, принявшая решение точно выполнять условия Женевских соглашений об Индокитае[36].
- 27 июля — прекращены военные действия в Северном Вьетнаме[38].
- 31 июля — премьер-министр Франции Пьер Мендес-Франс прибыл с визитом в Тунис и объявил о предстоящем предоставлении этому протекторату внутренней автономии[39].

### Август
- 1 августа
  - Впервые после войны была открыта Всесоюзная сельскохозяйственная выставка, впоследствии Выставка достижений народного хозяйства (ВДНХ).
  - Прекращены военные действия в Центральном Вьетнаме[38].
- 6 августа — прекращение военный действий в Лаосе в соответствии с Женевскими соглашениями[40].
- 10 августа — расторгнут Нидерландо-Индонезийский союз[41].
- 11 августа — прекращены военные действия в Южном Вьетнаме. Начата 300-дневная перегруппировка Вьетнамской народной армии на север от 17-й параллели и сил Французского Союза с севера в Южный Вьетнам[38].
- 13 августа — ЦК КПСС и Совет Министров СССР приняли постановление О дальнейшем освоении целинных и залежных земель для увеличения производства зерна[6].
- 15 августа — на пост президента Парагвая официально вступил руководитель переворота 5 мая Альфредо Стресснер[25].
- 16 августа — Катастрофа Bristol 170 под Паксе.
- 19 августа — ЦК КПСС и Совет Министров СССР приняли постановление О развитии производства сборных железобетонных конструкций и деталей для строительства[6].
- 24 августа 
  - Президент Бразилии Жетулиу Варгас взял отпуск на 20 дней и затем покончил с собой. Функции президента перешли к вице-президенту Жуану Кафе Филью[42].
  - Подписание президентом США Дуайтом Эйзенхауэром закона «О контроле над коммунистической деятельностью».
- 26 августа — Катастрофа Ли-2 под Южно-Сахалинском.
- 30 августа — Национальное собрание Франции отказалось ратифицировать Парижский договор 1952 года[43].

### Сентябрь
- 4 сентября — в районе Владивостока сбит самолёт ВВС США «P-2V Neptune», нарушивший воздушное пространство СССР. 1 член экипажа погиб, 9 других спасены[44].
- 8 сентября — Австралия вступила в СЕАТО[22].
- 9 сентября
  - В Бенгази заключено военное соглашение между США и королевским правительством Ливии. Соглашение передало за арендную плату под полный контроль военных властей США договорные территории для создания военных баз (в том числе базы ВВС Уилус-Филд в Меллахе), а также дало право пролёта ВВС США над всей территорией Ливии и другие права[45].
  - Премьер-министр королевского правительства Лаоса принц Суванна Фума встретился в Долине Кувшинов с лидером Фронта освобождения Лаоса принцем Суфанувонгом. Начаты переговоры о политическом урегулировании в Лаосе[46].
- 14 сентября — на Тоцком полигоне (Оренбургская область) впервые в СССР состоялись войсковые учения с применением атомного оружия. Им предшествовало специальное постановление Совета министров СССР от 29 сентября 1953 года, начавшее широкомасштабную подготовку Вооружённых Сил и страны в целом к действиям в особых условиях.
- 17 сентября — создан советский ядерный полигон на архипелаге Новая Земля.
- 18 сентября — в кабинете министра иностранных дел Лаоса Фуи Сананикона убит министр обороны Лаоса Ку Воравонг. По обвинению в убийстве арестован известный политик Бонг Суваннавонг, что вызвало политический кризис[47].
- 24–25 сентября и 4–5 октября — парламентские выборы в Сирии.
- 27 сентября
  - Катастрофа Ил-12 под Новосибирском — крупнейшая катастрофа Ил-12 (29 погибших).
  - Катастрофа стратегических бомбардировщика «Ту-16» в районе г. Куйбышева, 2 лётчика погибли при катапультировании[48].

### Октябрь
- 3 октября — на парламентских выборах в Бразилии правящая Социал-демократическая партия получила 23,1% голосов и 114 мест из 326 в Палате депутатов.
- 5 октября — в Лондоне был подписан договор, по которому зона A Свободной территории Триест (с городом Триест) была присоединена к Италии, а зона B к Югославии.
- 10 октября
  - В Гватемале проведён плебисцит методом открытого публичного опроса. На нём Карлос Кастильо Армас избран президентом страны[32].
  - Во Французском Алжире члены Революционного комитета единства и действия Рабах Битат, Мохаммед Будиаф и другие создали Фронт национального освобождения и Армию национального освобождения Алжира[34].
- 14 октября — ЦК КПСС и Совет Министров СССР приняли постановление О существенных недостатках в структуре министерств и ведомств СССР и мерах по улучшению работы государственного аппарата[6].
- 16 октября — парламентские выборы в Иордании.
- 17 октября — парламентские выборы в ГДР. Все 466 мест получил правящий Национальный фронт, в том числе 117 – Социалистическая единая партия Германии.
- 18 октября
  - Северовьетнамские формирования выведены из Камбоджи[49]
  - В США анонсирован первый в мире полностью транзисторный радиоприёмник Regency TR-1. Производство началось 25 октября.
- 19 октября
  - Подписано соглашение о выводе британских войск из Египта[50].
  - Первое восхождение на Чо-Ойю, совершённое членами австрийской экспедиции Хербертом Тихи, Йозефом Йёхлером и шерпой Пасанг Дава Ламой.
- 20 октября — вследствие политической борьбы, вызванной убийством в сентябре министра обороны Лаоса Ку Воравонга, ушло в отставку правительство Лаоса во главе с Суванна Фумой[47][51].
- 23 октября — представители США, Великобритании, Франции и СССР договорились о прекращении оккупации Германии.
- 26 октября — в Александрии совершено покушение на президента Египта Гамаля Абдель Насера[52].
- 28 октября — Катастрофа Ил-12 на горе Сивуха, погибли 19 человек.

### Ноябрь
- 1 ноября
  - Фронт национального освобождения поднял восстание на юго-востоке Алжира. Началась война за независимость страны от французского колониального господства[53].
  - Анклавы Пондишери, Янам, Маэ и Карикал де-факто были переданы Францией Индии, образовав Союзную территорию Пондишерри.
  - В США поступил в продажу первый в мире полностью транзисторный радиоприёмник — «Regency TR-1».
- 7 ноября — в районе Курильских островов истребителями ВВС СССР сбит самолёт-разведчик ВМС США «RB-29», нарушивший воздушное пространство СССР. 10 членов экипажа выпрыгнули с парашютами, 9 других были спасены[44].
- 11 ноября — в Египте президент Мохаммед Нагиб смещён со своего поста (18 ноября главой государства стал подполковник Гамаль Абдель Насер)[54].
- 16 ноября — северовьетнамские формирования выведены из Лаоса[49].
- 19 ноября
  - Премьер-министр ГДР Отто Гротеволь сформировал новое правительство[55].
  - Завершён вывод французской армии и вьетнамских сил из Лаоса, где временно сохранён только французский военный персонал[56].
- 23 ноября — Национальное собрание Лаоса утвердило правительство во главе с Катаем Сасоритом, сформированное после длительного политического кризиса[47].
- 25 ноября — после волнений католической молодёжи в Кордове, президент Аргентины Хуан Перон выступил на митинге и заявил о своём конфликте с «клерикальными силами». Волнения перекинулись на другие провинции страны[57].
- 26 ноября — на парламентских выборах в Уругвае партия Колорадо получила 50,55% голосов и 51 из 99 мест в Палате представителей.
- 28 ноября — прошли парламентские выборы в ЧССР, Коммунистическая партия Чехословакии получила 172 из 368 мест в Национальном Собрании, ещё 90 мест – Коммунистическая партия Словакии.
- 29 ноября–2 декабря — в Москве состоялось совещание представителей Албании, Болгарии, Венгрии, ГДР, Польши, Румынии, СССР и Чехословакии. Обсуждались вопросы обеспечения мира и безопасности в Европе[6].
- 30 ноября — американка Энн Элизабет Ходжес была ранена осколком метеорита Силакога — это первый полностью задокументированный случай ранения человека внеземным объектом[58][59].

### Декабрь
- 2 декабря — заключено американо-тайваньское соглашение о взаимной обороне, по которому США обязались обеспечить защиту острова Тайвань и архипелага Пэнхуледао от внешнего нападения[60].
- 5 декабря — Катастрофа Ил-12 в Алма-Ате.
- 15 декабря
  - Филиппины и США парафировали Заключительный акт переговоров о пересмотре торгового соглашения 1946 года (Соглашение Лэнгли-Лаурэля), в результате чего был отменён контроль со стороны США над филиппинской валютой[61].
  - В Аргентине принят закон о разрешении разводов[62].
- 15—26 декабря — в Москве состоялся второй Всесоюзный съезд советских писателей[6].
- 21 декабря — в Аргентине принят закон О публичных собраниях, запретивший собрания и выступления на улицах, в парках и на площадях[62].
- 25 декабря — в Лаосе избрано Национальное собрание третьего созыва[63].
- 27 декабря — новое правительство Гватемалы завершило возврат компании «Юнайтед фрут» всех земель, конфискованных в правление президента Хакобо Арбенса[64].
- 31 декабря — государственный департамент США официально заявил, что США будут оказывать Южному Вьетнаму помощь в целях обороны от «коммунистической подрывной деятельности» с 1 января 1955 года[65].

## Персоны года
Человек года по версии журнала Time — Джон Даллес, Государственный секретарь США.

## Родились
См. также: Категория:Родившиеся в 1954 году

### Январь
- 1 января — Сергей Подгорный, советский и украинский актёр (В бой идут одни «старики», ум. 2011).
- 4 января — Олег Романцев, советский и российский футболист и тренер.
- 6 января — Николетт Скорсезе, актриса («Рождественские каникулы»).
- 10 января — Виктор Курочкин, депутат Государственной думы второго созыва.
- 13 января — Алексей Глызин, эстрадный певец.
- 22 января — Леонид Ярмольник, актёр и шоумен.
- 25 января — Кей Котти, австралийская мореплавательница, первая женщина, совершившая одиночное непрерывное кругосветное плавание.
- 27 января — Питер Лэрд, американский художник комиксов, продюсер, сценарист, актёр. Вместе с Кевином Истменом является одним из создателей вселенной Черепашек-ниндзя.

### Февраль
- 7 февраля — Дитер Болен, солист Modern Talking и Blue System.
- 17 февраля — Рене Руссо, американская актриса и бывшая модель.
- 18 февраля
  - Владимир Дорохов, советский волейболист, нападающий, игрок сборной СССР (1975—1982). Олимпийский чемпион (1980), двукратный чемпион мира (1978 и 1982); заслуженный мастер спорта СССР (1978) (ум. 2024).
  - Джон Траволта, голливудский актёр.
- 20 февраля — Маргарита Санс, мексиканская актриса и театральный режиссёр, лауреат трёх премий «Ариэль».
- 23 февраля
  - Виктор Андреевич Ющенко, украинский государственный и политический деятель, Президент Украины в 2005—2010 годах.
  - Анатолий Коненко, художник-микроминиатюрист.
- 24 февраля — Любовь Успенская, российская певица в жанре шансон.
- 26 февраля — Реджеп Тайип Эрдоган, президент Турции.

### Март
- 1 марта — Рон Ховард, американский кинорежиссёр, продюсер, актёр.
- 3 марта — Андрей Мисин, российский композитор, музыкант, саунд-продюсер.
- 4 марта
  - Кэтрин О’Хара, американская и канадская актриса.
  - Борис Моисеев, советский и российский танцовщик, актёр, хореограф, эстрадный певец (ум. 2022).
- 24 марта — Рафаэль Ороско Маэстре, колумбийский певец (ум. 1992).
- 31 марта
  - Лайма Вайкуле, латышская певица.
  - Данзан-Хайбзун Самаев, бурятский лама, общественный и политический деятель, возродивший буддизм в Саянах.

### Апрель
- 7 апреля — Джеки Чан, гонконгский, китайский и американский актёр, кинорежиссёр, каскадёр и сценарист.
- 9 апреля — Деннис Куэйд, американский киноактёр.
- 10 апреля — Питер Макникол, актёр театра и кино.
- 11 апреля — Валерий Гаркалин, советский и российский актёр театра и кино (ум. в 2021 г.).
- 14 апреля
  - Брюс Стерлинг, американский писатель-фантаст, журналист и литературовед, один из лидеров киберпанка.
  - Кацухиро Отомо, японский аниме-режиссёр, продюсер, аниматор, сценарист (фильмы Акира, Старик Зет).
- 26 апреля — Дмитрий Киселёв, российский журналист, телеведущий, генеральный директор российского международного информационного агентства «Россия сегодня», заместитель генерального директора ВГТРК.

### Май
- 1 мая — Рей Паркер-младший, американский гитарист, композитор, музыкальный продюсер и автор песни «Ghostbusters».
- 5 мая — Наталья Хорохорина, советская и российская актриса театра и кино.
- 26 мая — Мариан Гольд, немецкий музыкант

### Июнь
- 15 июня
  - Джеймс Белуши, американский актёр, комик, певец, музыкант.
  - Даниал Ахметов, казахстанский государственный и политический деятель, премьер-министр Республики Казахстан (2003—2007).
- 16 июня — Сергей Анатольевич Курёхин, композитор, джазмен, рок-пианист, художник и режиссёр (ум. в 1996 г.).
- 18 июня — Сергей Патрушев, поэт-песенник, соавтор песен многих российских рок- и поп-исполнителей (ум. в 2012 г.).
- 19 июня — Кэтлин Тёрнер, американская киноактриса.
- 22 июня — Богуслава Павелец, польская актриса («Сексмиссия»).
- 30 июня — Серж Саргсян, армянский политический, государственный и военный деятель. Президент Армении в 2008—2018, премьер-министр в 2007—2008 и с 2018.

### Июль
- 11 июля — Александр Аузан, российский экономист, декан экономического факультета МГУ.
- 17 июля — Ангела Меркель, немецкий политик, 8-я федеральный канцлер Германии.
- 21 июля — Михаил Сипер, советский, а ныне — израильский поэт.
- 23 июля — Василий Рябченко, живописец, график, фотохудожник, автор объектов и инсталляций.
- 24 июля — Жорже Жезус, португальский тренер.
- 26 июля — Лоуренс Уотт-Эванс, американский писатель-фантаст.
- 28 июля — Уго Чавес, президент Венесуэлы с 1999 года (ум. в 2013 г.).
- 29 июля — Игорь Крутой, российский композитор, певец, владелец продюсерской фирмы «АРС».

### Август
- 7 августа — Валерий Газзаев, советский нападающий и российский футбольный тренер.
- 9 августа — Божена Стрыйкувна, польская актриса («Сексмиссия»).
- 12 августа
  - Матлюба Алюмова, актриса (фильм «Цыган»).
  - Пэт Мэтэни, американский джаз-роковый гитарист.
  - Франсуа Олланд, президент Франции.
- 16 августа — Джеймс Кэмерон, американский кинорежиссёр («Аватар», Терминатор 2: Судный день, «Чужие»).
- 30 августа — Александр Лукашенко, президент Белоруссии.
- 31 августа — Роберт Кочарян, бывший президент Армении.

### Сентябрь
- 4 сентября — Виктор Бычков, советский и российский актёр, телеведущий.
- 6 сентября — Александр Тарханов, российский футбольный специалист, заслуженный тренер России.
- 8 сентября — Сергей Гайдукевич, белорусский политик, общественный деятель.

### Октябрь
- 2 октября — Лоррейн Бракко, американская актриса («Славные парни», «Клан Сопрано»).
- 8 октября
  - Майкл Дудикофф, киноактёр.
  - Людмила Николаевна Дребнёва, заслуженная артистка России.
- 10 октября — Фернанду Сантуш, португальский тренер.
- 29 октября — Алоиз Эстерманн (ум. 1998), командир Папской Швейцарской Гвардии, убитый в Ватикане всего через несколько часов после назначения.

### Ноябрь
- 3 ноября — Адам Ант (Стюарт Лесли Годдард), фронтмен Adam and the Ants.
- 13 ноября — Крис Нот, телевизионный актёр.
- 15 ноября — Александр Квасьневский, президент Польши (1995—2005).
- 22 ноября — Юрий Поляков, русский писатель.
- 24 ноября — Эмир Кустурица, сербский кинорежиссёр.
- 29 ноября — Джоэл Коэн, американский режиссёр, продюсер, сценарист.
- 30 ноября — Юрий Васильев, советский и российский актёр театра и кино, Народный артист Российской Федерации (2001).

### Декабрь
- 4 декабря — Пал Завада, венгерский социолог и писатель словацкого происхождения.
- 18 декабря — Рэй Лиотта, американский актёр («Славные парни») (ум. в 2022).
- 28 декабря — Дензел Вашингтон, американский актёр.

## Скончались
См. также: Категория:Умершие в 1954 году
- 16 января — Михаил Михайлович Пришвин, русский советский писатель, певец русской природы.
- 6 марта — Оскар Штраус (р. 1870), австрийский композитор.
- 14 мая — Гудериан, Гейнц Вильгельм, немецкий генерал, создатель немецких бронетанковых войск.
- 7 июня — Тьюринг, Алан Матисон, английский математик.
- 29 августа — Александр Виссарионович Абаше́ли, грузинский поэт и писатель-фантаст.
- 26 ноября — Йонас Жямайтис-Витаутас, литовский генерал, начальник антисоветской движения сопротивления после Второй мировой войны, Президент Литвы (р. 1909).
- 28 ноября — Энрико Ферми, итальянский физик, лауреат Нобелевской премии по физике (1938).
- 5 декабря — Соломон Борисович Юдовин, русско-еврейский и советский график, художник, этнограф (р. 1892).

## Нобелевские премии
- Физика — Макс Борн — «За фундаментальные исследования по квантовой механике, особенно за его статистическую интерпретацию волновой функции», Вальтер Боте — «За метод совпадений для обнаружения космических лучей и сделанные в связи с этим открытия».
- Химия — Лайнус Карл Полинг
- Медицина и физиология — Джон Франклин Эндерс, Томас Хакл Уэллер, Фредерик Чапмен Роббинс
- Экономика — не присуждалась.
- Литература — Эрнест Миллер Хемингуэй — «За повествовательное мастерство, в очередной раз продемонстрированное в „Старике и море“».
- Премия мира — Служба верховного комиссара ООН по делам беженцев